# Ана Гинић
Ана Гинић (рођ. Живковић; Београд, 11. јул 1963) српска je књижевница, новинарка и библиотекарка из Торонта. Дела су јој преведена на енглески, италијански и бугарски језик. Добитница је Октобарскe наградe града Београда.

## Биографија

### Образовање
Рођена Београђанка Ана Гинић, одраставши на Чубури уз мајку Милицу, професорку књижевности, и оца Љубивоја, који се дружио са песником Слободан Марковићем (Либером Марконијем), још од најранијег доба развила је безусловну љубав према писаној речи и открила свој таленат себи и околини, па су јој тако књиге којима је била окружена јасно трасирале будућност. Томе у прилог је сигурно ишла и занимљивост да је на путу до школе редовно сретала Мому Капора.
Након Основне школе „Светозар Марковић” и Четрнаесте београдске гимназије, дипломирала је 1988. године светску књижевност на одсеку за општу књижевност и теорију књижевности Филолошког факултета Универзитета у Београду. Томе су логично водила чланства у литерарним секцијама, учешћа на градским и општинским такмичењима, песничким вечерима, фестивалима и другим манифестацијама. Неизоставна је била и професорка подршка, коју је Ана оправдала публикујући прва дела за која је била и награђена.

### Каријера
Ана је писање убрзо прелила и међу новинарске маргине. Била је сарадник листова „Младост”, „Студент”, „Омладинске новине”... У „Младости” је обављала и функцију уредника рубрике „Млада литература”. Своје стихове је публиковала у књижевним часописима широм СФР Југославије, а говорила на књижевним догађајима у Суботици, Инђији, Врбасу, Кикинди, Смедереву, Горњем Милановцу, Ваљеву, Куманову, Струги, Загребу, Сарајеву..., на којима је наступала раме уз раме са већ великим песничким именима попут Мирослава Мике Антића, Душка Трифуновића и Љубивоја Ршумовића.
Прву књигу поезије под називом „Међуречје” јој је 1983. објавила Матица српска. Промоције Аниног првенца приређене су у Академији Матице српске у Новом Саду, затим у Дворцу породице Дунђерски и емисији „Прва књига” Југословенске радио-телевизије. Другу збирку „Последња четврт” је објавило АШ „Дело” из Београда 2004, а трећу „Малињак” издавачка кућа „Aardvark Global Publishing” из Сандија у Јути 2010. Њено име и песме нашли су се и у неколико зборника и антологија, од којих се издвајају: „Кад срце засветлуца” уредника Пера Зупца, „Најлепше љубавне песме српских песникиња" уреднице Гордане Симеуновић и „Биографски лексикон Српски писци у расејању 1914–2014” уреднице Милене Милановић.
Због распада Југославије и ратних дешавања преселила се у Канаду 1992, где њен стваралачки нагон није јењавао. Најпре је радила као културни интерпретатор за руски језик у фирми „Skills for Change”, а потом у Музеју „Bata Shoe”. Наставила је да објављује радове у часописима на српском језику и да учествује на литерарним фестивалима у новој земљи боравка негујући матерњи језик.
Лауреат је Октобарскe наградe града Београда за литерарни рад и других признања.
Увршћена је у „Енциклопедију националне дијаспоре”, коју уређује Иван Калаузовић Иванус.
Течно говори енглески, италијански и руски језик.
Мајка је два сина. Живи и ради у Торонту.

### Културни активизам
Ана Гинић је сарадник часописа на српском језику који излазе у Канади: „Људи говоре”, „Новине Торонто”, „Ми магазин”, „Видохват”, „САН”, „Кишобран”, „Заветине”... У СКУП „Десанка Максимовић” се бави и организацијом догађаја, а Светски дан поезије са посебном пажњом обележава у Градској библиотеци Торонта (енгл. Toronto Public Library – Black Creek Branch), у којој ради као библиотекар. Власница је мале јавне библиотеке на острву Манитулин у Онтарију.
Члан је Удружења књижевника Србије, Удружења новинара Србије и торонтских асоцијација: Српско-канадског удружења писаца „Десанка Максимовић” и Српске националне академије у Канади. Члан је и жирија Мајске награде СКУП „Десанка Максимовић” и учесник Салона књига српских аутора у Канади од оснивања.

### Поезија
- Међуречје (Матица српска, Нови Сад, 1983)
- Последња четврт (АШ „Дело”, Београд, 2004)
- Малињак (Aardvark Global Publishing, Санди, Јута, 2010)

### Зборници, антологије и периодика
- Кад срце засветлуца – антологија новијег српског песништва за децу и младе од Ршумовића до Јулије Марјановић (Српска књига, Рума, 2009) – уредник: Перо Зубац
- Свему вратити говор („Свитак”, Издавачка радионица Књижевног друштва „Развигор”, Народна библиотека, Пожега; Удружење књижевника Србије – подружница за златиборски округ, Ужице, 2011) – уредник: Милијан Деспотовић
- Песничке новине – лист за певање и мишљење (Културно-просветна заједница Београда, 2011) – уредник: Драган Мраовић
- Најлепше љубавне песме српских песникиња (Граматик, Београд, 2013) – уредник: Гордана Симеуновић
- Реч из расејања – аутори из српског расејања – амерички континент (Графичар, Ужице, 2014) – уредник: Илија Шаула
- Српски писци у расејању – 1914–2014 – биографски лексикон (издање аутора, Београд, 2015) – уредник: Милена Милановић
- Белоцветните вишни – на бугарском језику (Сдружение „Вишнев цвят”, Казанлак, 2016)
- Двадесет седми међународни сусрет песника Гарави сокак (Књижевни клуб „Мирослав Мика Антић”, Инђија, 2016) – уредник: Александар Мијалковић
- Први Салон књига српских аутора у Канади (издање аутора, Торонто, 2017)
- Мој народ (Париз, 2018) – уредник: Симо Мраовић
- II и III Салон књига у Торонту (издање аутора, Торонто, 2019)
- Зборник књижевних радова поводом 40 година постојања Српско-канадског удружења писаца „Десанка Максимовић” (СКУП „Десанка Максимовић”, Торонто, 2021)

## Награде и признања
- Октобарска награда града Београда за литерарни рад (1983)
- Награда „Блажо Шћепановић” за књигу „Последња четврт” (1990)
- Награда „Песник године у Канади”, коју додељује „Ми магазин” (2011)
- Награда „Драган Жигић” Савеза књижевника у отаџбини и расејању (2013)
- Мајска награда СКУП „Десанка Максимовић” (2016)
- Прва награда на Фестивалу завичајне поезије у Суботици за песника из иностранства (2017)